# K리그 자유계약선수제도
K리그의 자유계약선수제도는 프로축구 선수단 관리규칙 제 4장(FA제도) 26조에서 32조에 의해 규정되어 있다.

### 제 26조 (FA선수 자격 취득)
FA선수 자격은 등록 선수 중 소속 구단과 계약기간이 만료된 선수에 한하여, 아래의 조건을 충족할 경우 취득할 수 있다. 단, 2005년부터 프로에 첫 입단한 선수는 본 조항에 적용되지 않으며, 계약기간 종료에 대한 어떠한 조건도 없다.
① FA선수 자격취득은 계약기간 동안 소속팀 전체 경기수의 50% 이상 출전하여야 하여야 한다.
② FA선수 자격취득 대상경기는 프로연맹이 주최하는 공식경기 중 정규리그 및 컵 대회로 하며, 해당경기 출전(교체출전 포함)에 한하여 출전경기로 인정한다.
③ 각급 대표 소집으로 출전하지 못한 경기에 대해 출전한 것으로 간주하여 대상경기에 산입한다.
④ 적용대상은 2004년부터 프로에 입단하거나 FA자격을 취득 선수를 대상으로 한다. 또한 2002년, 2003년에 프로에 입단하거나 FA자격을 취득한 선수에 한하여 기존 계약이 종료되거나, 계약을 갱신할 때까지 입단 당시의 FA제도(2003년 개정판)를 적용하며, 이후부터는 본 조항에 의한다.
⑤ FA자격을 취득하지 못한 선수(FA자격 미취득 선수)는 아래의 각 호에 의한다.
1. 원소속구단과 반드시 재계약해야 한다
2. 원소속구단이 재계약을 거부할 경우, 해당선수는 자유계약선수로 공시된다.
3. 원소속구단과 재계약하지 않고 해외구단에 입단하였다가, 국내구단으로 복귀할 경우에는 본 규정 제30조(해외이적 FA선수의 국내복귀)에 적용된다.

### 제 27조 (권리 행사)
① 구단은 시즌 종료 후 15일 이내에 소속 선수 중 다음 연도 FA자격 취득 선수를 연맹에
통보하여야 한다.
② 연맹은 각 구단이 통보한 다음 연도 FA자격 취득 선수 명단을 검토하고, 이의가 없는 한 지체
없이 이를 공시하여야 한다. 또한 기존 FA자격 취득자 중 미계약 FA선수도 다음 연도 FA자격
취득 선수와 같이 공시된다.

### 제 28조 (교섭 기간)
① 원소속 구단은 FA공시 일부터 12월말까지 소속 선수 중 다음 연도 FA자격 취득 선수에 대해
우선 교섭 기간을 갖는다.
② 12월말까지 원소속 구단과 재계약을 체결하지 못한 FA자격 취득 선수는 다음 연도 1월
1일부터 2월 말일까지 원소속 구단을 포함한 전체 구단과 입단 교섭을 할 수 있다.
③ FA자격 취득 선수가 계약(또는 재계약)을 체결할 경우, 계약금(또는 재계약금)은 지급하지
않는다.

### 제 29조 (이적료)
① FA자격 취득 선수가 타 구단으로 이적할 경우, 양 구단 합의에 의해 양수 구단은 원소속(양도)
구단에 이적료를 지급하여야 한다.
② 양도, 양수 구단 간의 이적료 협상이 결렬될 경우, 이적료 산출 기준에 의해 처리한다.
[이적료 산출 기준]
연령 계수
[(X+Y+Z)÷ 3]× 연령별 계수
X : 現 연봉
Y : 원소속 구단이 제시한 차기 연봉
Z : 이적 구단이 제시한 연봉
만 19세～21세 8
만 22세～24세 6
만 25세～27세 4
만 28세～30세 3
만 31세～33세 2
만 34세 이상 0
※ 원소속 구단이 제시하는 차기 연봉(“Y”,“Z”에 해당)중 기본급을 제외한 수당은 전년도 기록에
의거하여 산출한다.
③ FA선수 이적 이후(이적료 지급 이후) 양도, 양수 구단 간의 이적료 분쟁이 발생할 경우, 실제
연봉에 대한 근거를 확인하기 위해 이적(양수)구단은 이적 선수에 대한 당해연도
납세증명(원)을 연맹에 제출하여야 한다. 만일, 차액이 발생할 경우 이적(양수)구단은 차액의
2배를 위약금으로 원소속 구단에 지급하여야 한다.

### 제30조 (해외 이적 FA선수의 국내 복귀)
① 이적료없이 해외 구단에 입단한 FA선수가 만34세 이전에 국내 구단으로 복귀할 경우, 해당
선수를 영입하는 구단은 선수의 해외진출 이전 최종 소속구단에 이적료를 지불해야 한다.
② 상기 ①항에 따른 이적료는 영입구단과 해외진출 이전 최종 소속구단과의 합의에 따라
결정된다. 단, 이적료 협의가 결렬될 경우, 이적료 산출기준은 아래와 같다
연령 계수
[(X+Y)÷ 2]× 연령별 계수
X : 해외진출 이전 최종 소속팀에서의 연봉
Y : 영입 구단이 제시한 연봉
- 연령별계수 : 국내복귀시 연령 기준

(단,2009년 1월29일 이후 해외진출 선수는 해외진출시 연령기준)
만 19세~21세 8
만 22세~24세 6
만 25세~27세 4
만 28세~30세 3
만 31세~33세 2
만 34세 이상 0
※ 영입 구단이 제시하는 차기 연봉(“Y”에 해당)중 기본급을 제외한 수당은 해외진출 이전 연도의 기록에 의거하여 산출한다.
③ 본 조항은 2006년 1월 1일 이후 해외에 진출한 선수부터 적용한다.

### 제 31조 (미계약 FA선수)
① 양도, 양수 구단 간의 이적료 협상 결렬로 인하여 FA자격 취득 선수가 2월말까지 계약체결 및
등록을 하지 못할 경우, 구단 또는 해당 선수는 3월 10일까지 연맹에 조정 신청을 할 수 있고,
연맹은 조정 신청 접수 일로부터 15일 이내에 조정 위원회를 개최하여 이적료를 조정 및
결정한다.
② 조정 위원회의 결정에 따라 계약체결 후 등록할 수 있다.
③ 조정 신청을 하지 않았거나 2월 말일까지 어느 구단과도 계약 및 등록하지 못한 FA자격 취득
선수는 다음 연도 FA자격 취득 선수 계약 절차에 의거하여 다시 FA권리를 행사할 수 있으며,
해당 선수에 대한 소유권은 원소속 구단에 있다.

### 제 32조 (사전 교섭에 대한 제재)
FA자격 취득 선수에 대해 교섭 기간을 위반하거나 사전 접촉 등을 하였을 경우, 물의를 발생시킨
구단 및 선수에게 다음과 같은 제재를 가한다.
① 위반 구단 : 벌금 5,000만원 및 해당 선수와 평생 계약 금지
② 위반 선수 : 5년간 K리그 등록 금지